# Total Death
Total Death è il sesto album del gruppo black metal
norvegese Darkthrone, pubblicato il 15 gennaio 1996 dalla Moonfog Productions.

## Il disco
È stato ripubblicato varie volte, nel 1996 in LP con copertina differente, nel 2006 negli Stati Uniti da The End Records, nel 2005 da Hell Slaughter Records in una versione bootleg e nel 2010 da Back on Black Records come vinile colorato.
La traccia Ravnajuv è presente anche nella compilation della Moonfog Crusade from the North, ma in una versione rimasterizzata.
Il disco ha visto la partecipazione, per quanto riguarda i testi, di Garm degli Ulver nella prima traccia, di Ihsahn degli Emperor nella quarta traccia, di Carl-Michael Eide degli Ved Buens Ende nella sesta traccia e di Satyr dei Satyricon nell'ottava traccia.
L'artwork è stato curato da Nocturno Culto, dalla Moonfog e dalla Union of Lost Souls, mentre l'ingegneria del suono è stata eseguita da P.A. Roald.

## Tracce
1. Earth's Last Picture – 5:12
2. Blackwinged – 4:31
3. Gather for Attack on the Pearly Gates – 4:53
4. Black Victory of Death – 4:00
5. Majestic Desolate Eye – 3:07
6. Blasphemer – 4:01
7. Ravnajuv – 4:20
8. The Serpents Harvest – 5:43

Durata totale: 35:47

## Formazione

### Gruppo
- Nocturno Culto - chitarra, basso e voce
- Fenriz - batteria e basso

### Altri musicisti
- Satyr - voce di accompagnamento